# Philippe Dumont (dirigeant d'entreprise)
Pour les articles homonymes, voir Philippe Dumont.
Philippe Dumont (né le 17 mai 1960) est une personnalité française du monde de la finance. De 2020 à 2023, il est directeur général de Crédit agricole assurances et de sa filiale Predica, ainsi que directeur général adjoint de Crédit Agricole SA.
Il commence sa carrière en 1987 au ministère des Finances, puis travaille au sein de différents cabinets ministériels. Il rejoint en 1997 le groupe Crédit agricole et devient notamment directeur général de Crédit agricole Consumer Finance en 2010.

## Biographie

### Famille et formation
Issu d'une famille d'enseignants, Philippe Dumont réalise ses études à l'Institut national agronomique Paris-Grignon et obtient un diplôme d'ingénieur du génie rural, des eaux et des forêts délivré par l'École nationale du génie rural, des eaux et des forêts. Il est également docteur-ingénieur en économie. Il est marié et a deux enfants,.

### Carrière en ministère
Il commence sa carrière en 1987 en tant que chargé des opérations financières et chargé de mission au bureau de l'agriculture au sein du ministère des Finances. En 1990, il devient chef du bureau équipement, transports, énergie et environnement à la direction de la prévision, toujours au sein du ministère des Finances.
En 1993, il entre au ministère de l'Environnement en tant que conseiller technique au cabinet de Michel Barnier, puis occupe en 1995 et 1996 le poste de directeur adjoint du cabinet de François Fillon, alors ministre délégué à la Poste, aux Télécommunications et à l'Espace.

### Carrière au Crédit agricole
En 1997, il entre au Crédit agricole en tant que responsable du département économie, finances et fiscalité à la Fédération Nationale du Crédit agricole (FNCA). À travers ses fonctions, il participe notamment à l'acquisition de Sofinco par le Crédit agricole en 1998, à celle de Finaref en 2003, à l'introduction en bourse de Crédit Agricole SA en 2001 et à l'acquisition du Crédit lyonnais par le Crédit agricole en 2003.
À la suite de cette dernière opération, Philippe Dumont est nommé en 2004 à la tête de l'Inspection générale du Crédit lyonnais. Son rôle est dès lors de prendre en charge le contrôle interne de la banque après la survenue de l'affaire du Crédit lyonnais qui avait placé l'établissement en difficultés. En parallèle, il est membre du comité de direction générale du Crédit lyonnais, qui prend le nom de « LCL ». En 2006, il est nommé inspecteur général de l'ensemble du groupe Crédit agricole.
Il devient en 2009 directeur général de Finaref et Sofinco, deux filiales du Crédit agricole dédiées au crédit à la consommation. Sa mission est dès lors d'organiser la fusion entre les deux établissements. Dans cette logique, il devient en 2010 directeur général de Crédit agricole Consumer Finance, entité créée pour chapeauter l'ensemble des activités de crédit à la consommation du Crédit agricole,. À partir de 2015, il occupe, en parallèle de ce poste, la fonction de directeur général adjoint de Crédit Agricole SA chargé du pôle des services financiers spécialisés,,. Ce pôle englobe le crédit à la consommation, le crédit-bail et l'affacturage.
En 2019 est annoncée sa nomination en tant que directeur général de Crédit agricole assurances et de sa filiale Predica, avec prise de fonction au 1er janvier 2020,. Il prend ainsi la succession de Frédéric Thomas à ce poste,. En parallèle, il occupe le poste de directeur général adjoint de Crédit Agricole SA chargé des assurances. En tant que directeur général de Crédit agricole assurances, il participe notamment en 2022 à la mise en place d'un partenariat entre Crédit agricole et Banco BPM dans le domaine de l'assurance. En fin d'année 2023, il fait valoir ses droits à la retraite. À partir du 1er janvier 2024, la fonction de directeur général de Crédit agricole assurances est reprise par Nicolas Denis.

### Autres fonctions
En parallèle de ses activités principales, Philippe Dumont a été administrateur et président du comité d'audit de Crédit Logement entre 1994 et 2004. Il a également été administrateur de la Société de gestion de fonds de garantie à l'accession sociale (SGFGAS) entre 1997 et 2004. Il a occupé les postes de président de l'Association française des sociétés financières (ASF) de 2013 à 2016, de président de FCA Bank (filiale de Crédit agricole Consumer Finance) et de président d'Agos (filiale de crédit à la consommation en Italie),. Il a en outre fait partie des administrateurs du groupe Korian, devenu Clariane, de 2020 à 2023,.